# Pečeňany
Pečeňany (ungarisch Bánpecsenyéd – bis 1907 Pecsenyéd) ist eine Gemeinde im Westen der Slowakei mit 545 Einwohnern (Stand 31. Dezember 2024), die zum Okres Bánovce nad Bebravou, einem Teil des Trenčiansky kraj, gehört.

## Geographie
Die Gemeinde befindet sich im Nordteil des Hügellands Nitrianska pahorkatina am Unterlauf des Baches Halačovka, eines Nebenflusses der Bebrava. Das Ortszentrum liegt auf einer Höhe von 190 m n.m. und ist sechs Kilometer von Bánovce nad Bebravou entfernt.
Nachbargemeinden sind Veľké Chlievany im Norden, Dolné Naštice im Nordosten, Rybany im Osten, Borčany im Süden, Šišov im Südwesten und Otrhánky im Nordwesten.

## Geschichte
Pečeňany wurde zum ersten Mal 1323 als Besenyev beziehungsweise Bezenew schriftlich erwähnt und entwickelte sich aus einer älteren Siedlung, die von den als Grenzwächter eingesetzten Petschenegen zwischen dem 11. und 13. Jahrhundert bewohnt war. 1470 war das Dorf Besitz von Georg Pecsenyédy, später war es Bestandteil des Herrschaftsgebiets der Trentschiner Burg. 1598 standen 17 Häuser im Ort, 1784 hatte die Ortschaft 38 Häuser, 49 Familien und 365 Einwohner, 1828 zählte man 34 Häuser und 308 Einwohner, die als Landwirte beschäftigt waren.
Bis 1918 gehörte der im Komitat Trentschin liegende Ort zum Königreich Ungarn und kam danach zur Tschechoslowakei beziehungsweise heute Slowakei.

## Bevölkerung
| Jahr                | 1994 | 2004    | 2014    | 2024     |
| ------------------- | ---- | ------- | ------- | -------- |
| Anzahl der Personen | 465  | 469     | 450     | 545      |
| Unterschied         |      | +0,86 % | −4,05 % | +21,11 % |

| Jahr                | 2023 | 2024    |
| ------------------- | ---- | ------- |
| Anzahl der Personen | 541  | 545     |
| Unterschied         |      | +0,73 % |

Nach der Volkszählung 2011 wohnten in Pečeňany 441 Einwohner, davon 423 Slowaken, fünf Roma, drei Tschechen und ein Deutscher. Neun Einwohner machten keine Angabe zur Ethnie.
398 Einwohner bekannten sich zur römisch-katholischen Kirche und neun Einwohner zur Evangelischen Kirche A. B. 13 Einwohner waren konfessionslos und bei 21 Einwohnern wurde die Konfession nicht ermittelt.

## Bauwerke und Denkmäler
- Glockenturm aus dem Ende des 18. Jahrhunderts